# قرار مجلس الأمن التابع للأمم المتحدة رقم 1026
قرار مجلس الأمن التابع للأمم المتحدة رقم 1026، المتخذ بالإجماع في 30 تشرين الثاني / نوفمبر 1995، بعد التذكير بالقرارين 982 (1995) و998 (1995) بشأن قوة الأمم المتحدة للحماية، أذن المجلس بتمديد ولايتها حتى 31 كانون الثاني / يناير 1996.
ورحب المجلس مرة أخرى باتفاق دايتون بين البوسنة والهرسك وكرواتيا وجمهورية يوغوسلافيا الاتحادية (صربيا والجبل الأسود) وشدد على ضرورة التزام جميع الأطراف بذلك الاتفاق. كما أشيد بدور قوة الأمم المتحدة للحماية.
بموجب الفصل السابع من ميثاق الأمم المتحدة، مدد مجلس الأمن ولاية قوة الأمم المتحدة للحماية حتى 31 كانون الثاني / يناير 1996 بانتظار اتخاذ مزيد من الإجراءات بشأن تنفيذ اتفاق دايتون. ودعي الأمين العام بطرس بطرس غالي لإطلاع المجلس على التطورات وتقديم تقارير عن تنفيذ الاتفاق وكيف سيؤثر على دور الأمم المتحدة.

## روابط خارجية
- نص القرار في undocs.org